# Kunigami (Okinawa)
Kunigami (国頭村, Kunigami-son) est un village du district de Kunigami, situé dans la préfecture d'Okinawa, au Japon. Son nom okinawaïen est Kunjan.

## Géographie

### Situation
Le village de Kunigami est situé à la pointe nord de l'île d'Okinawa, au Japon.

### Démographie
Au 30 avril 2024, la population de Kunigami s'élevait à 4 531 habitants répartis sur une superficie de 194,80 km2.

### Topographie
Le mont Yohana culminant à 503 m se trouve sur le territoire de Kunigami.

## Patrimoine culturel et naturel
Le village de Kunigami compte huit éléments désignés ou enregistrés comme patrimoine matériel, culturel ou naturel, au niveau national, préfectoral ou municipal. 
- Nom (japonais) (type d’enregistrement)

### Patrimoine matériel
- Site archéologique d’Uzahama (ja) (宇佐浜遺跡?) (Municipal)
- Tombe du roi Gihon (義本王の墓?) (Municipal)

### Sites historiques
- Tour de guet d’Iji  (伊地の遠見屋(とぅみやー)?) (Municipal)

### Monuments naturels
- Communauté végétale de Kodama-mui à Hiji (比地の小玉森の植物群落?) (Préfectoral)
- Communauté végétale de Tanagā-gumui à Aha (安波のタナガーグムイの植物群落?) (National)
- Faux-badamiers (Heritiera littoralis) d’Aha (安波のサキシマスオウノキ?) (Préfectoral)
- Forêt-réserve de bois de fer argenté (Planchonella obovata) d’Ada  (安田のアカテツ保安林?) (Municipal)
- Réserve naturelle du Mont Yonaha (与那覇岳天然保護区域?) (National)